# Köbi Kuhn
Jakob «Köbi» Kuhn (* 12. Oktober 1943 in Zürich-Wiedikon; † 26. November 2019 in Zollikerberg, Gemeinde Zollikon) war ein Schweizer Fussballspieler und -trainer. Er war von 2001 bis 2008 Trainer der Schweizer Fussballnationalmannschaft.

## Spielerkarriere

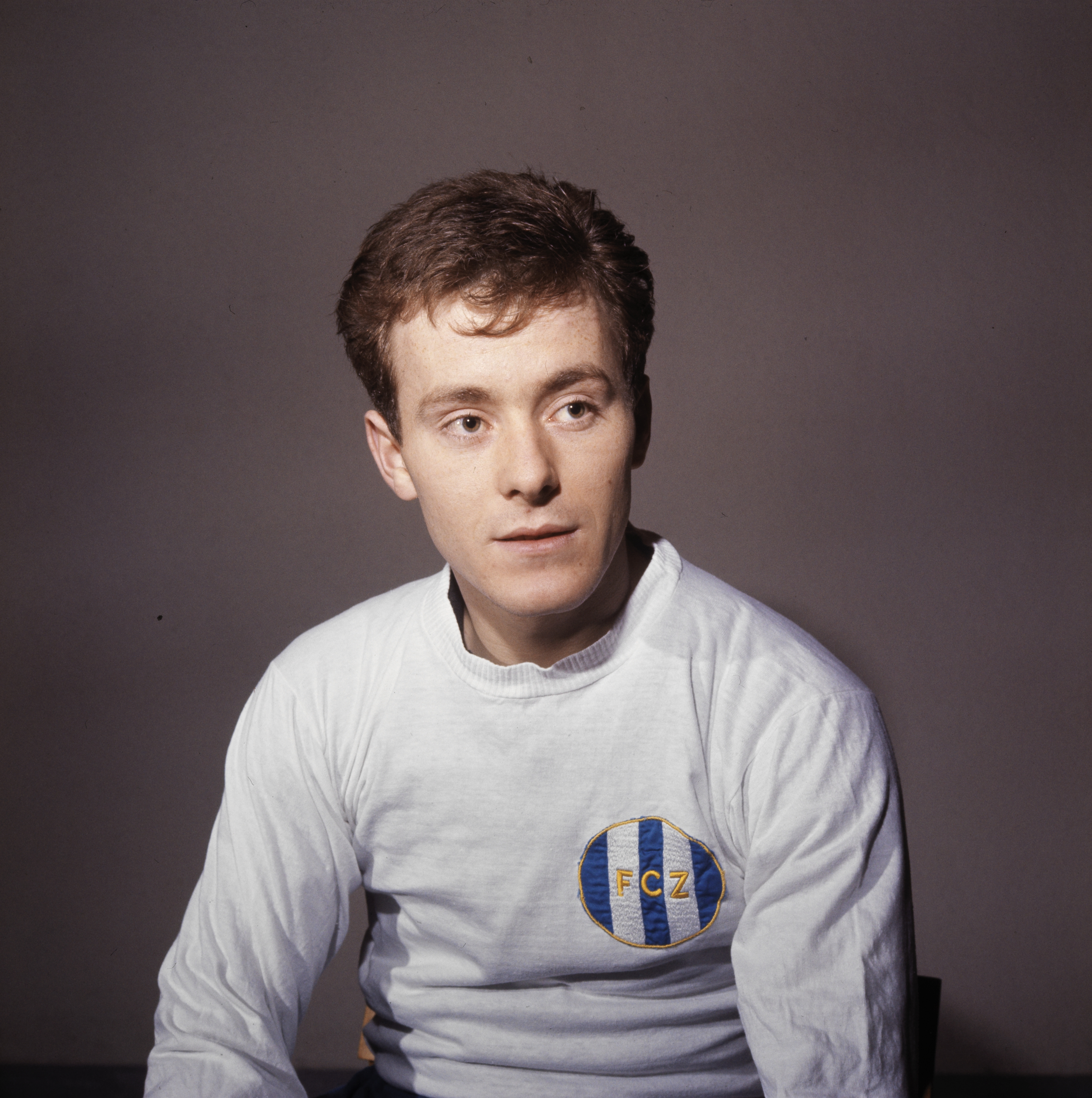
Köbi Kuhn als Spieler des FCZ (1963)

In der Kindheit spielte Köbi Kuhn auf der Fritschiwiese in Zürich-Wiedikon Fussball. Dort sprach sich sein Talent herum und er durfte ausnahmsweise schon vor dem zwölften Lebensjahr dem FC Wiedikon beitreten, um die 12- bis 15-jährigen C-Junioren zu verstärken. In seiner Autobiografie erwähnt Kuhn, dass er als «Frischling» von einem älteren Kollegen sexuell missbraucht worden sei und den FC Wiedikon erst 2016 diesbezüglich kontaktiert habe. Der Vereinsvorstand wies Kuhns Missbrauchsvorwürfe jedoch zurück.
Als Siebzehnjähriger wurde er von Edi Nägeli, dem Präsidenten des FC Zürich, entdeckt und für die erste Mannschaft verpflichtet. Er erhielt 125 Franken Monatslohn als Spieler, 40 Franken für jeden Sieg und fünf Franken für jedes besuchte Training. Am 19. März 1961 debütierte Köbi Kuhn in der Meisterschaft beim 3:1 gegen den FC Winterthur. Beim höchsten Nationalligasieg in der Vereinsgeschichte, dem 11:0 gegen den FC Lugano, traf er 1961 viermal.
Während seiner gesamten Karriere als aktiver Fussballer spielte Kuhn beim FC Zürich im Mittelfeld, von einem zweimonatigen Abstecher zum Stadtrivalen Grasshopper Club abgesehen. Er gewann so von 1962 bis 1977 sechsmal die Schweizer Meisterschaft und fünfmal den Schweizer Cup. Die Trainings im Letzigrund besuchte er jahrelang mit dem Velo oder mit dem Tram.
Seine grosse Treue zum FC Zürich verhinderte eine internationale Karriere, was seinen Bekanntheitsgrad in nationalen Grenzen hielt. In diesen Jahren setzte sich das «Halbprofitum» immer mehr durch. 1966 lag der Vertrag für einen Transfer zur AC Mailand vor, der jedoch daran scheiterte, dass der italienische Verband die eigenen Spieler vermehrt fördern wollte. GC-Präsident Albert Fader fand, dass Kuhn unbedingt weiter in Zürich spielen sollte. Für 500'000 Franken Ablöse wechselte er daraufhin zu GC. Edi Nägeli drohte ihm jedoch an, ihn für den nicht genehmigten Wechsel sperren zu lassen und lockte ihn mit einer Lohnaufbesserung auf 80'000 Franken plus Prämien zum FC Zürich zurück. Auch Marcel Leclerc, Präsident von Olympique Marseille, versuchte erfolglos Kuhn zweimal zu einem Wechsel nach Frankreich zu überreden.
Aus Altersgründen beschloss der langjährige Captain noch vor der Einführung des Profispielbetriebs als Fussballer abzutreten. Am 25. Juni 1977 bestritt er sein letztes Meisterschaftsspiel gegen Neuchâtel Xamax. Unterstützt durch den Verein veranstaltete er am 20. September 1978 ein Abschiedsspiel gegen die AC Mailand mit Gianni Rivera.
Für die Nationalmannschaft absolvierte er 63 Länderspiele. Sie konnte sich mit Kuhn zweimal für die WM (1962 in Chile sowie 1966 in England) qualifizieren, verlor jedoch an beiden Anlässen alle Spiele, wenn zum Teil auch knapp. Kuhn war 1966 bei der 0:5-Niederlage gegen Deutschland (1. Gruppenspiel) zusammen mit einem weiteren Leistungsträger der Mannschaft (Werner Leimgruber) nicht dabei, da er wegen Übertretens des «Zapfenstreichs» vor dem Spiel vom Trainer Alfredo Foni als Bestrafung nicht aufgestellt wurde. Mit dem FC Zürich erreichte er jeweils am Anfang und Ende seiner Karriere den Halbfinal des Europapokals der Landesmeister (1964, ausgeschieden gegen Real Madrid, und 1977, ausgeschieden gegen den FC Liverpool).

## Trainerkarriere

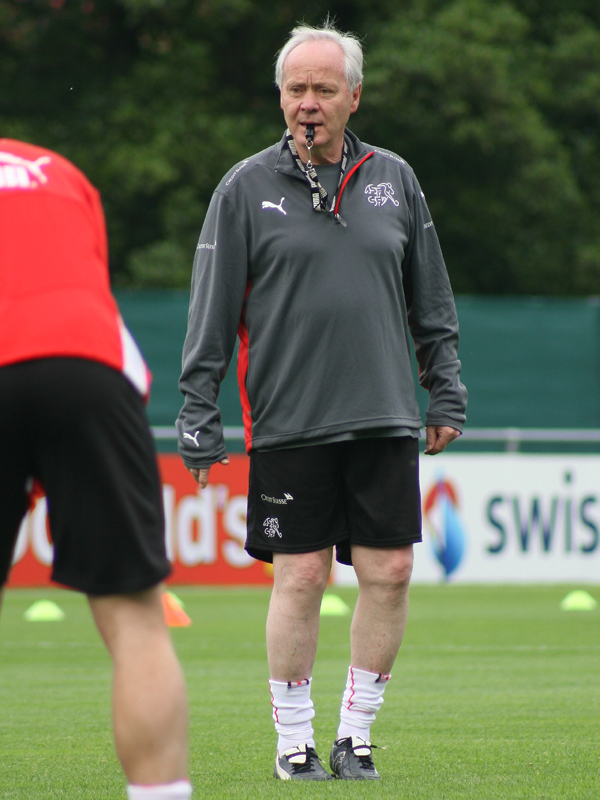
Köbi Kuhn im Trainingslager der Schweizer Nati vor der Euro 08

Vor seiner Berufung zum Nationaltrainer arbeitete er erfolgreich als Nachwuchstrainer beim FCZ und später bei der U21-Nationalmannschaft. Er nominierte in den letzten Jahren viele junge Spieler und schreckte auch nicht davor zurück, sich von arrivierten Spielern zu trennen, die diese Harmonie zu gefährden drohten (wie Ciriaco Sforza). Er schenkte immer wieder jungen Spielern wie Tranquillo Barnetta, Valon Behrami, Philippe Senderos das Vertrauen, das diese ihm mit hervorragenden Leistungen dankten.
Seit 2001 Trainer des sogenannten A-Teams, erreichte Kuhn sein erstes Ziel: Als Gruppensieger qualifizierte sich die Mannschaft für die EM 2004 in Portugal, wo sie die Gruppenphase nach zwei Niederlagen (gegen Frankreich und England) und einem Unentschieden (gegen Kroatien) auf dem letzten Platz beendete. Durch zwei Entscheidungsspiele gegen die Türkei (2:0 in Bern; 2:4 in Istanbul) führte er im November 2005 das Team zur WM 2006 in Deutschland, wo es den Achtelfinal erreichte. Als Anerkennung wurde am 19. November 2005 mit Genehmigung der Stadt Zürich in Wiedikon, der Heimat von Köbi Kuhn, der nichtoffizielle «Köbi-Kuhn-Platz WM 2006» eingeweiht. Im Oktober 2006 kündigte Kuhn an, nach der EM 2008 als Nationaltrainer zurückzutreten. Am 17. Dezember 2006 wurde er zum Schweizer Trainer des Jahres gewählt, am 13. Januar 2007 zum Schweizer des Jahres.
Am 15. Juni 2008 bestritt er sein letztes Spiel als Trainer der Nationalmannschaft. Die Schweiz gewann das letzte Vorrundenspiel gegen Portugal mit 2:0. Nach dem Abpfiff wurde der abtretende Trainer mit einem Transparent der Mannschaft mit der Aufschrift «Merci Köbi» und Gesängen der Fans «Köbi National» gefeiert. Dies führte trotz des Ausscheidens der Schweizer Nationalmannschaft zu einem emotionalen Ende der EM 2008 für den Gastgeber. Nachfolger von Kuhn wurde Ottmar Hitzfeld.

## Privatleben
Jakob Kuhn wuchs in einer siebenköpfigen Familie auf. Mit seinem Vater, einem Schreiner, besuchte er viele Spiele im Hardturm und im Letzigrund. Schon als Kind war er vom Fussball begeistert und bewunderte Ferenc Puskás, den ungarischen Stürmerstar der 1950er Jahre.
Für die SVP kandidierte er für das Parlament der Stadt Zürich und später für das Parlament des Kantons Zürich; nur wenige Stimmen fehlten ihm für das letztere Amt. Mit einem finanziellen Engagement, den «Köbi Kuhn Versicherungen», verlor er über eine Million Franken. 1987 wurde über ihn der Konkurs eröffnet.
Seine Frau Alice, die er 1965 geheiratet hatte, unterstützte ihn als Managerin und Beraterin. Sie verstarb im Jahre 2014, nachdem sie einen Hirnschlag erlitten hatte. Seine Tochter Viviane starb vier Jahre später, mit 46 Jahren, an den Folgen einer psychischen Erkrankung sowie einer Drogenabhängigkeit. Seine Mutter erreichte ein Alter von 103 Jahren.
Er war in zweiter Ehe mit Jadwiga Cervoni, einer gebürtigen Polin, verheiratet.
Im Jahr 2013 wurde bei Kuhn eine chronische lymphatische Leukämie festgestellt. 2019 wurde Kuhn auf der Intensivstation des Zürcher Triemlispitals wegen einer Lungenerkrankung und einer Blutvergiftung behandelt. Am 26. November 2019 starb er im Alter von 76 Jahren im Spital Zollikerberg. Sein Grab befindet sich auf dem Friedhof Sihlfeld.